# Sherlock Holmes (film, 2009)
Sherlock Holmes je americko-britský film režiséra Guye Ritchieho uvedený na konci roku 2009. V titulní roli detektiva Sherlocka Holmese se představil Robert Downey mladší, doktora Watsona ztvárnil Jude Law. Ve filmovém příběhu soupeří s hlavní zápornou postavou lordem Blackwoodem, kterého hraje Mark Strong a který se snaží převzít vládu nad Spojeným královstvím.
Hlavní postavy (s výjimkou Blackwooda) jsou převzaty z detektivních příběhů Arthura Conana Doyla, přesto se liší od předchozích filmových zpracování. Oba hlavní hrdinové jsou mladší, prostor je věnován jejich vzájemným konverzacím plným osobních narážek. U Holmese je zdůrazněno výstřední chování a fyzické schopnosti, díky kterým obstojí v bitkách, jeho myšlenkové pochody jsou převedeny na plátno v podobě sekvencí zpomalených záběrů.
Z Doylových příběhů pochází také postavy Irene Adlerové, Holmesovy osudové ženy (hraje Rachel McAdamsová), Lestrada, inspektora Scotland Yardu (Eddie Marsan), a profesora Moriartyho (který se na scéně objevuje vždy v temnotě).
Děj a zápletka jsou originální pro tento film. Nejedná se o klasický detektivní příběh, pachatel je od počátku znám, přesto se při odhalování jeho činnosti uplatňují Holmesovy deduktivní metody. Uznání si film získal ztvárněním viktoriánského Londýna, zejména obyčejných čtvrtí a průmyslových zařízení (doky, továrny), závěrečná scéna se odehrává na rozestavěném Tower Bridge.

## Příběh
Děj se odehrává v Londýně roku 1890. Sherlock Holmes s Watsonem a členy Scotland Yardu zabraňují lordu Blackwoodovi v další z rituálních vražd. Blackwood je následně odsouzen a popraven oběšením, Watson ho jako úřední lékař prohlásí za mrtvého. Poté je však jeho hrobka nalezena rozbořená a svědek prohlašuje, že viděl Blackwooda vstát z mrtvých. V jeho rakvi se nachází muž jménem Reordan, o jehož nalezení Holmese již dříve požádala Irene Adlerová, pracující pro profesora Moriartyho.
Podle hodinek nalezených v rakvi Holmes vypátrá Reordanovo bydliště. S Watsonem se tam vypraví a objeví laboratoř, jsou ale přistiženi skupinou Blackwoodových lidí vedenou obrovitým Dredgerem, kteří přišli zahladit stopy (Reordan pracoval pro Blackwooda a vynalezl několik kupř. chemických zbraní). Po bitce v laboratoři se s ním střetávají v docích, kde způsobí zničení opravované lodi.
Holmes se poté setkává s vedením tajného řádu a je jeho vedoucím, sirem Thomasem, žádán, aby Blackwooda, bývalého člena řádu, zastavil. Holmes odmítá pracovat pro ně, ale potvrzuje, že bude pokračovat v pátrání. Při rozhovoru odhaluje, že Blackwood je ve skutečnosti Thomasův syn.
Sir Thomas je během koupele zavražděn Blackwoodem, který plánuje na další schůzi převzít vedení řádu. Na odpor se mu postaví jeden z členů, záhy však umírá, když na něm záhadně vzplane oblečení.
Holmes a Watson se s Blackwoodem osobně střetávají na jatkách, kde také zachraňují Irene Adlerovou před smrtí. Celá scéna na jatkách končí mnohonásobnými výbuchy nastražených náloží, všichni tři ale se zraněními vyváznou.

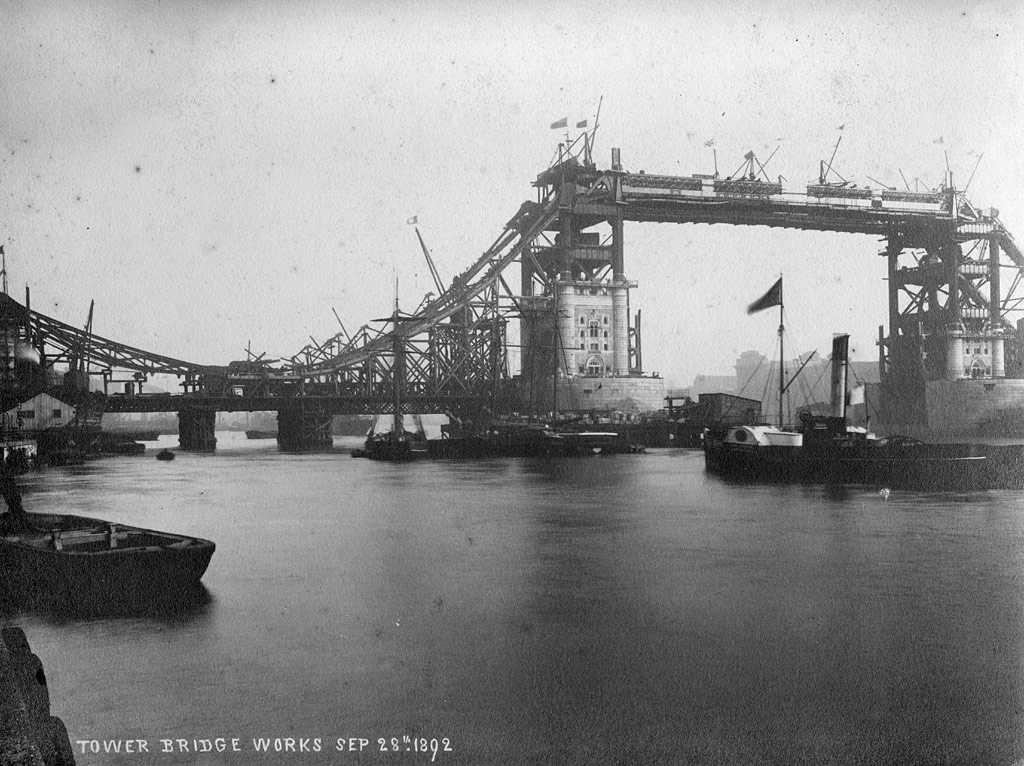
Rozestavěný Tower Bridge, dějiště vyvrcholení filmu

Lord Coward, ministr a člen řádu ve službách Blackwooda, vydává na Holmese zatykač. Lestrade k němu zatčeného Holmese přiveze, zároveň mu ale dá možnost úniku. Během rozhovoru s Cowardem se Holmesovi podaří vyskočit z okna do Temže, kde je vyzvednut lodí, na které čeká Watson a Irene. Společně pak vnikají do podzemních prostor pod britským parlamentem, kde se Blackwoodovi lidé chystají vpustit ventilačním zařízením mezi poslance jed a umožnit tak Blackwoodovi zmocnit se vlády. Holmes s ostatními však po bitce v podzemí stroje rozbijí a plán tak překazí.
Film vrcholí scénou odehrávající se nad Londýnem na rozestavěném Tower Bridgi, kde se Holmes střetává s Blackwoodem. Odhaluje, že veškeré Blackwoodovy zdánlivě magické praktiky a vraždy mají ve skutečnosti přirozené vysvětlení, založené především na znalostech fyziky a chemie. Blackwood při pádu z mostu umírá, Holmes se vrací do Baker Street a vysvětluje poslední záhady spojené se zdánlivým zmrtvýchvstáním lorda. Závěr zůstává otevřený pro další pokračování, když se Moriarty zmocní části Blackwoodových vynálezů.

## Obsazení
| Robert Downey mladší | Sherlock Holmes      |
| Jude Law             | Dr. John Watson      |
| Rachel McAdamsová    | Irene Adlerová       |
| Mark Strong          | lord Blackwood       |
| Eddie Marsan         | inspektor Lestrade   |
| Robert Maillet       | Dredger              |
| Geraldine James      | paní Hudsonová       |
| Kelly Reillyová      | Mary Morstanová      |
| William Houston      | strážník Clark       |
| Hans Matheson        | lord Coward          |
| James Fox            | sir Thomas Rotheram  |
| William Hope         | velvyslanec Standish |
| Clive Russell        | kapitán Tanner       |
| Oran Gurel           | Reordan              |
| David Garrick        | McMurdo              |

## Ohlas
Sherlock Holmes sklidil pozitivní reakce kritiky. Server Rotten Tomatoes dává filmu na základě 224 hodnocení kritiků skóre 70%. Uživatelé tohoto serveru hodnotí film dokonce 81%. Server Metacritic hodnotí film 57 body ze 100 na základě 34 recenzí. Uživatelé ČSFD snímek hodnotí 78%.
Během úvodního víkendu ve Spojených státech snímek utržil téměř 62,3 milionů USD a stal se tak druhým nejúspěšnějším filmem víkendu po snímku Avatar, který měl premiéru o týden dříve. Celkově ve Spojených státech Sherlock Holmes utržil přes 209 milionů USD a v zahraničí dalších 315 milionů USD, z toho v České republice přes 1,2 milionu USD. Jedná se o největší kasovní úspěch Guye Ritchieho. Ve Spojených státech se Sherlock Holmes stal čtvrtým nejúspěšnějším filmem, který nikdy nezaujal ve víkendových žebříčcích první místo za filmy Moje tlustá řecká svatba, Alvin a Chipmunkové 2 a Alvin a Chipmunkové. Celosvětově je snímek v této kategorii rovněž čtvrtý, ale za filmy Doba ledová 3: Úsvit dinosaurů, Casino Royale a Den poté.
Robert Downey získal za ztvárnění Sherlocka Holmese Zlatý glóbus za nejlepší mužský herecký výkon v komedii nebo muzikálu. Film obdržel také dvě nominace na Oscara, za hudbu a za výpravu a dekorace.